# البنيات الجنوبية
البنيات الجنوبية (بالإنجليزية: Al Bunayyat al Janubiyah) هي بلدة في شمال غرب الأردن إلى الجنوب الغربي من العاصمة عمان.

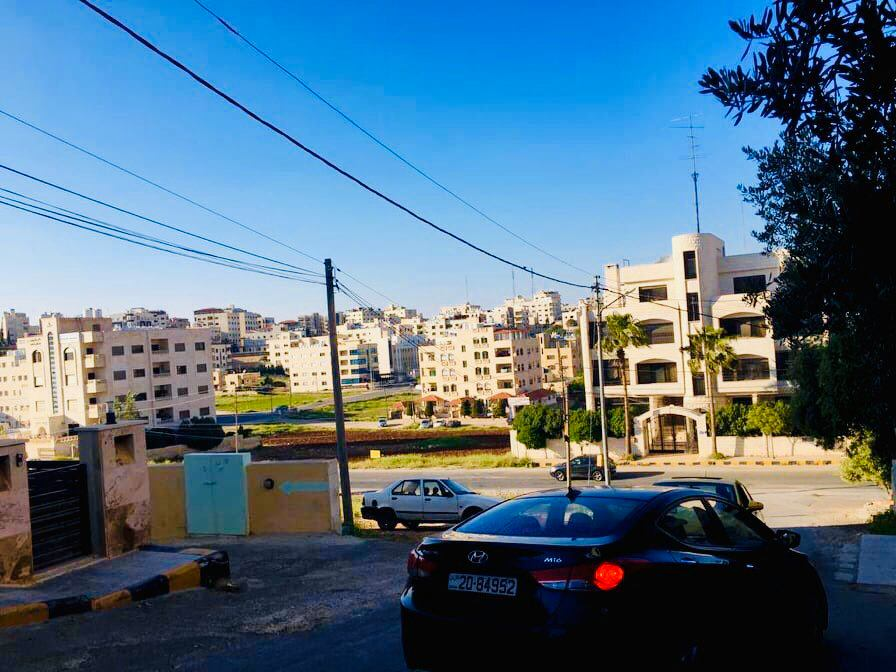
صورة من وسط الأحياء السكنية في منطقة البنيات في العاصمة عمان

تمتاز بجمالها ومظهرها القروي، وهي تابعة للواء ناعور، وتتميز المنطقة بوجود الكثير من المدارس والجامعات مثل جامعة البتراء ومدراس الحصاد والمدراس المستقلة الدولية .

## المناخ
يظهر الجدول التالي التغييرات المناخية على مدار السنة لالبنيات الجنوبية:
| البيانات المناخية لـالبنيات الجنوبية       | البيانات المناخية لـالبنيات الجنوبية | البيانات المناخية لـالبنيات الجنوبية | البيانات المناخية لـالبنيات الجنوبية | البيانات المناخية لـالبنيات الجنوبية | البيانات المناخية لـالبنيات الجنوبية | البيانات المناخية لـالبنيات الجنوبية | البيانات المناخية لـالبنيات الجنوبية | البيانات المناخية لـالبنيات الجنوبية | البيانات المناخية لـالبنيات الجنوبية | البيانات المناخية لـالبنيات الجنوبية | البيانات المناخية لـالبنيات الجنوبية | البيانات المناخية لـالبنيات الجنوبية | البيانات المناخية لـالبنيات الجنوبية |
| الشهر                                      | يناير                                | فبراير                               | مارس                                 | أبريل                                | مايو                                 | يونيو                                | يوليو                                | أغسطس                                | سبتمبر                               | أكتوبر                               | نوفمبر                               | ديسمبر                               | المعدل السنوي                        |
| ------------------------------------------ | ------------------------------------ | ------------------------------------ | ------------------------------------ | ------------------------------------ | ------------------------------------ | ------------------------------------ | ------------------------------------ | ------------------------------------ | ------------------------------------ | ------------------------------------ | ------------------------------------ | ------------------------------------ | ------------------------------------ |
| متوسط درجة الحرارة الكبرى °م (°ف)          | 12.3 (54.1)                          | 13.7 (56.7)                          | 17.2 (63.0)                          | 22.6 (72.7)                          | 27.8 (82.0)                          | 30.8 (87.4)                          | 32.0 (89.6)                          | 32.4 (90.3)                          | 30.7 (87.3)                          | 27.1 (80.8)                          | 20.4 (68.7)                          | 14.4 (57.9)                          | 23.5 (74.2)                          |
| متوسط درجة الحرارة الصغرى °م (°ف)          | 3.6 (38.5)                           | 4.2 (39.6)                           | 6.1 (43.0)                           | 9.5 (49.1)                           | 13.5 (56.3)                          | 16.6 (61.9)                          | 18.5 (65.3)                          | 18.6 (65.5)                          | 16.6 (61.9)                          | 13.8 (56.8)                          | 9.3 (48.7)                           | 5.2 (41.4)                           | 11.3 (52.3)                          |
| الهطول مم (إنش)                            | 63.4 (2.50)                          | 61.7 (2.43)                          | 43.1 (1.70)                          | 13.7 (0.54)                          | 3.3 (0.13)                           | 0 (0)                                | 0 (0)                                | 0 (0)                                | 0.3 (0.01)                           | 6.6 (0.26)                           | 28.0 (1.10)                          | 49.2 (1.94)                          | 269.3 (10.61)                        |
| متوسط أيام هطول الأمطار                    | 11.0                                 | 10.9                                 | 8.0                                  | 4.0                                  | 1.6                                  | 0.1                                  | 0                                    | 0                                    | 0.1                                  | 2.3                                  | 5.3                                  | 8.4                                  | 51.7                                 |
| ساعات سطوع الشمس الشهرية                   | 179.8                                | 182.0                                | 226.3                                | 266.6                                | 328.6                                | 369.0                                | 387.5                                | 365.8                                | 312.0                                | 275.9                                | 225.0                                | 179.8                                | 3٬298٫3                              |
| المصدر #1: المنظمة العالمية للأرصاد الجوية |                                      |                                      |                                      |                                      |                                      |                                      |                                      |                                      |                                      |                                      |                                      |                                      |                                      |
| المصدر #2: مرصد هونغ كونغ ‏(sun, 1961-1990) |                                      |                                      |                                      |                                      |                                      |                                      |                                      |                                      |                                      |                                      |                                      |                                      |                                      |